# Abderazake El Khallouki
Pas d'image ? Cliquez ici

a Compétitions nationales et continentales officielles uniquement.

b Matchs officiels uniquement.
Abderazake El Khallouki, né le 20 mai 1975, est un joueur de rugby à XIII français.

## Biographie
Il découvre le rugby à XIII à Toulouse et est formé à travers toutes les catégories au sein du Toulouse olympique XIII avec lequel il commence sa carrière senior. Capitaine de l'équipe, il remporte le Championnat de France en 2000 malgré son absence en finale pour blessure et dispute une seconde finale, perdue, en 2001. Il rejoint en 2001 Villefranche et connaît une dernière expérience au sein de Toulouse Broncos. Fort de ses performances en club, il est sélectionné à plusieurs reprises en équipe de France entre 1997 et 2000 prenant part à la Coupe du monde 2000. Il prend part également à l'aventure du Paris Saint-Germain Rugby League en 1997 et son intégration en Super League.
Il ne peut prendre part à la finale du Championnat de France 1999-2000 avec Toulouse en raison d'une fracture du péroné lors du quart de finale contre Pia.

## Palmarès
- Collectif :
  - Vainqueur du Championnat de France : 2000 (Toulouse).
  - Finaliste du Championnat de France : 2001 (Toulouse).